# Eiségesis
La eiségesis (de εἰς griego "en" y terminando por la exégesis de ἐξηγεῖσθαι "para llevar a cabo") es el proceso de interpretar un texto de tal manera que el lector  introduce sus ideas generalmente de manera subjetiva.
Una interpretación, específicamente de las Escrituras, que refleja las ideas personales o el punto de vista del intérprete; leer en un texto algo que no se encuentra allí. Compárese con exégesis. 
También se considera eiségesis a la interpretación sobre un tema en particular, en la cual la persona que interpreta bien sea influenciada por su cultura, emociones, ideales o circunstancias, da una definición o idea particular y no necesariamente acertada sobre el tema en cuestión. Pudiendo llegar a generar diversas interpretaciones sobre un mismo tema, así como llegar a conclusiones o ideas sobre temas que no están presentes en la lectura como tal.
- Datos: Q1311095